# Lidia (zoologia)
Lidia Saaristo & Marusik, 2004 è un genere di ragni appartenente alla famiglia Linyphiidae.

## Distribuzione
Le due specie oggi note di questo genere sono state rinvenute in Asia centrale: una in Kirghizistan e una in Kazakistan.

## Tassonomia
Dal 2004 non sono stati esaminati esemplari di questo genere.
A dicembre 2012, si compone di due specie:
- Lidia molesta (Tanasevič, 1989) — Kirghizistan
- Lidia tarabaevi Saaristo & Marusik, 2004[3] — Kazakistan